# Mortal Kombat Mythologies: Sub-Zero
 (juin 2024).
Si vous disposez d'ouvrages ou d'articles de référence ou si vous connaissez des sites web de qualité traitant du thème abordé ici, merci de compléter l'article en donnant les références utiles à sa vérifiabilité et en les liant à la section « Notes et références ».
Mortal Kombat Mythologies: Sub-Zero est un jeu vidéo beat them all sorti en 1997 sur Nintendo 64 et PlayStation. Le jeu a été développé par Avalanche Software et édité par Midway.

## Histoire
L'histoire se situe avant les événements de Mortal Kombat, l'assassin Lin Kuei « Sub-Zero » (Bi-Han) est recruté par le sorcier Quan Chi afin de voler la carte des éléments d'un temple Shaolin. En battant les moines Shaolin qui protègent la carte, Sub-Zero rencontre son rival, Scorpion (Hanzo Hasashi) du clan des Shirai Ryu qui lui aussi a été recruté par Quan Chi. Après le combat, Sub-Zero tue Scorpion et prend la carte. De retour au quartier général des Lin Kuei, Sub-Zero donne la carte à Quan Chi qui rembourse le Lin Kuei en éliminant tous les membres du Shirai Ryu, y compris la femme et le fils de Scorpion. En conservant les services de Lin Kuei, Quan Chi engage Sub-Zero pour suivre la carte au Temple des Éléments, où une amulette de « valeur sentimentale » reposait. Sub-Zero atteint le temple et traverse ses nombreux défis et obstacles, éliminant les dieux du vent (Fujin), de la terre, de l'eau et du feu qui protégeaient l'amulette. Au moment où il s’apprêtait à la prendre, Quan Chi prend l'amulette, disant que c'était en fait la source du pouvoir pour un Dieu Ancien déchu nommé Shinnok. Le sorcier disparaît à travers un portail, et le dieu du tonnerre Raiden accuse Sub-Zero, lui ordonnant d'aller au Netherrealm pour récupérer l'amulette. Sub-Zero s'y rend mais est piégé dans la Prison des Âmes par les gardes de Quan Chi. Il y rencontre le spectre de son pire ennemi, Scorpion, qui le blâme pour la destruction de son clan et de sa famille. Sub-Zero parvient encore à terrasser Scorpion et s'échappe. Il combat alors les subalternes de Quan Chi : Kia, Sareena et Jataaka. Récupérant leurs cristaux de transport, il peut se rendre à la forteresse de Quan Chi. Le combat se termine par la victoire de Sub-Zero où Sareena achève Quan Chi. Alors que Sareena plaide pour échapper au Netherrealm, elle est tuée par Shinnok. Sub-Zero vole l'amulette de Shinnok qui se transforme en un monstre hideux et gigantesque et s'échappe à travers un portail créé par Raiden et délivre l'amulette au dieu. En revenant au quartier général des Lin Kuei, Sub-Zero est de nouveau engagé par un autre sorcier appelé Shang Tsung pour participer à un tournoi appelé Mortal Kombat.

## Système de jeu
Le jeu est un beat them all agrémenté de phases de plate-forme et de réflexion où l'on doit se servir d'objets particuliers pour pouvoir passer. On dispose d'une jauge de vie et d'une jauge de glace pour se servir des pouvoirs cryogéniques de Sub-Zero, qui se vide quand on utilise un de ces pouvoirs et qui se remplit toute seule avec le temps. La maniabilité est celle d'un Mortal Kombat: on retrouve les coups de pied et de poing hauts et bas, ainsi que le bouton pour bloquer, et les combos sont similairement les mêmes que dans les MK originaux. Le problème vient essentiellement du fait que le personnage se déplace très lentement si on ne se sert pas du bouton pour courir. Le joueur est parfois confus du fait qu'il faut se servir d'un bouton pour faire tourner Sub-Zero, appuyer sur le bouton directionnel opposé le fait simplement reculer. un autre problème récurrent est le fait que lorsque l'on passe sur un objet, on ne le ramasse pas automatiquement, il faut à nouveau utiliser un bouton. Ce qui fait que parfois on passe à côté de l'objet dont on a besoin pour finir le niveau, d'autant qu'aucun indice ne précise le besoin d'utiliser l'objet en question.